# Майклз, Беверли
Беверли Майклз[уточнить] (англ. Beverly Michaels) (28 декабря 1928 года — 9 июня 2007 года) — американская киноактриса фильмов категории В 1950-х годов.
Среди наиболее известных картин с участием Майклз — фильмы нуар «Соблазнение» (1951), «Порочная женщина» (1953) и «Побег» (1955).
Майклз была замужем за оскароносным сценаристом и продюсером Расселлом Раусом. В браке у них родился сын Кристофер Раус, который был удостоен «Оскара» за монтаж фильма «Ультиматум Борна» (2007).

## Ранние годы и начало карьеры
Беверли Майклз родилась в Бронксе, Нью-Йорк, 28 декабря 1928 года, она была одной из шестерых детей в семье Дензила и Кэтрин Майклз. Слишком высокая для своего возраста, в 1937 году девятилетняя Беверли начала работать манекенщицей, а в 11 лет выиграла фотографический конкурс красоты, организованный одной из газет. В 1943 году в возрасте 16 лет она стала выступать в популярном нью-йоркском ночном клубе «Бриллиантовая подкова» .
В ноябре 1944 года в Филадельфии Беверли дебютировала на сцене в спектакле «Рады вас видеть» с участием Джейн Уитерс, который шёл до января 1945 года. Заработанные деньги она потратила на обучение драматическому искусству в 1945 году. В 1946 году она выступала в театре в Бостоне. Позднее спектакль был перенесён в Нью-Йорк, однако был закрыт вскоре после премьеры.

## Карьера в кинематографе
В 1948 году в возрасте 19 лет Майклз отправилась в Голливуд. Благодаря своему росту (176 см) она быстро получила роль «высокой девушки» на студии Metro-Goldwyn-Mayer в мелодраме «Ист-Сайд, Вест-Сайд» (1949). Как отметил историк кино Роберт Копер, «её роль была ключевой в фильме, потому что именно она убивает Аву Гарднер». В 1950 году последовала небольшая роль в музыкальной комедии MGM «Три маленьких мира» (1950) с участием Фреда Астера. После этой роли Майклз на некоторое время осталась без работы.
В 1951 году продюсер, режиссёр и актёр Гуго Гаас поставил по собственному сценарию нуаровую мелодраму «Соблазнение» (1951), пригласив Майклз на главную женскую роль коварной блондинки . В этом фильме Майклз сыграла недалёкую ресторанную артистку, которая выходит замуж за немолодого железнодорожного служащего, ошибочно полагая, что он богат. Когда же она ощущает на себе все тяжести жизни на уединённом железнодорожном узле, она соблазняет молодого железнодорожника, уговаривая его убить её мужа, чтобы завладеть его сбережениями. Сделанный на очень малом бюджете, фильм принёс прибыль, однако критики не проявили к нему интереса. Некоторые современные критики обратили внимание на игру Майклз. Один из них написал, что «хотя сексуальная Беверли Майклз — и не великая актриса, её забавные смешки и невозмутимость поведения подходят для роли идеально. Она никогда не переигрывает, создавая атмосферу ложной беззаботности, которая окутывает каждый её шаг. Лишь в самом конце она показывает, что и её нервы не стальные». Другой современный рецензент отметил, что «фильм представляет интерес только своим эксплуатационным характером и восхитительно бездарной Беверли Майклз».
Поскольку фильм принёс прибыль, Гаас взял Майклз и в свой второй фильм «Девушка на мосту» (1951). На этот раз картина рассказывала о пожилом часовщике, потерявшем во время Холокоста семью. Он спасает молодую девушку, которая хочет совершить самоубийство, сбросившись с моста. Они женятся и живут счастливо, пока не появляется человек из её прошлого, который пытается её шантажировать. Как написал критик Деннис Шварц, в этой картине «Гаас следует своей обычной дешёвой теме, но на этот раз с большим успехом, чем в других фильмах». Тем не менее, фильм был не столь успешен, как предыдущий, и при работе над своей очередной картиной год спустя Гаас сменил Майклз на Клео Мур.
У Майклз была небольшая роль в комедии с парнями из Бауэри «Никаких запретов» (1952), после чего она опять осталась без работы. В конце 1952 года по программе Объединённых организации обслуживания она отправилась на Аляску с рождественской развлекательной программой для военнослужащих.
В 1953 году Майклз познакомилась со сценаристом и режиссёром Расселлом Раусом, который написал для неё сценарий фильма «Порочная женщина» (1953). Она сам выполнил его постановку, а за дистрибуцию картины взялась United Artists. Фильм рассказывает о беспринципной и расчётливой блондинке (её играет Майклз), которая соблазняет красивого и порядочного владельца бара (Ричард Эган), а затем пытается увести его у жены-алкоголички, продать бар и присвоить деньги от продажи. Хотя фильм и напоминал картины Гааса, однако был заметно выше по качеству, вызвав позитивную реакцию историков кино. Так, Дэвид Хоган указал, что фильм мог стать «очередной из бесчисленных мелодрам, которые созданы под влиянием „Двойной страховки“», однако «его спасает долговязая Беверли Майклз». Киновед пишет, что «хотя в некоторых источниках рост Майклз указан как 175 см, скорее всего он составляет 178—180 см. Майклз была не только высокой, но и грудастой, и в целом обладала худой, стройной фигурой и милым лицом с прикрытыми глазами и пикантной манерой вести разговор». В этом фильме она «не ходит, а сутуло парит со скоростью улитки. Она кажется изнеможённой, утомлённой и сексуально возбуждённой, и всё это одновременно». Майкл Кини назвал картину «забавной лентой с Майклз, которая в то время была иконой фильмов категории В. Актриса доставляет наслаждение, возбуждающе складываясь и извиваясь своим впечатляющим телом». Ханс Воллстейн написал, что «Майклз, которая сделала карьеру, играя крутых дамочек, здесь довольно хороша в роли жёсткой Билли Нэш», а Джефф Стаффорд отметил, что «как порочная женщина Беверли Майклз не разочаровывает».
После этого Майклз сыграла в паре фильмов на тюремную тематику. Фильм нуар «Побег» (1955) дал Майклз хорошую роль женщины, которая против своего желания прячет нескольких сбежавших заключённых на своей ферме, влюбляясь в одного из них (Артур Кеннеди) . Достаточно высоко оценив картину, кинокритик «Нью-Йорк Таймс» Говард Томпсон написал, что «в своей лучшей до сего дня роли Майклз почти уступает мистеру Кеннеди на своей подвергшейся вторжению ферме».
В следующем фильме «Преданные женщины» (1955) Майклз сыграла подружку гангстера, которая оказалась в тюрьме. Вместе с другой крутой заключённой, отбывающей пожизненный срок (Кэрол Мэтьюз), она организует побег, захватывая двух заложников. После этой работы Майклз отправилась в Великобританию для съёмок в очередной низкобюджетной тюремной ленте «Женщины без мужчин» (1956) (в США она вышла под названием «Блондинка как наживка»). В этой картине Майклз сыграла актрису шоу и подружку гангстера, которую обвиняют в убийстве, а затем дают сбежать из тюрьмы, чтобы использовать в качестве наживки для поимки реального убийцы. Для американской версии сюжет был немного изменён, а некоторые сцены были пересняты с американскими актёрами (в частности, главную роль получил Джим Дейвис).
После появления на телевидении в качестве гостевой звезды в детективном сериале «Приключения Сокола» (1955), в программе «Альфред Хичкок представляет» (1956) и сериале-вестерне «Шайенн» (1956) Майклз завершила актёрскую карьеру и исчезла с киносцены.

## Актёрское амплуа и оценка творчества
Критики и историки кино описывали Беверли Майклз как высокую сладострастную блондинку с низким голосом и большими выразительными глазами. Такие внешние данные позволяли ей претендовать на значимые роли, однако некоторая жёсткость во внешности, проблемы с пластикой и недостатки актёрских навыков не позволили ей выйти на уровень качественных фильмов категории А. В итоге она осталась на уровне актрисы категории В, которая более всего запомнилась по таким фильмам, как «Порочная женщина» (1953) и «Побег из тюрьмы» (1955).

## Личная жизнь
В 1949 году во время съёмок фильма «Ист-сайд, Вест-сайд» 21-летняя Майклз познакомилась с продюсером российского происхождения Вольдемаром Ветлугиным. Она была на 8 сантиметров выше и более чем на 30 лет моложе своего жениха. В сентябре 1949 года в Санта-Монике они поженились, а в 1950 году развелись. 22 марта 1951 года Майклз выдвинула иск против Ветлугина в связи с разводом, обвинив его в жестокости и потребовав разумное содержание. В июне 1953 года после смерти Ветлугина по его завещанию Майклз получила приличную долю его состояния.
В ноябре 1952 года 24-летняя Майклз стала встречаться 39-летним продюсером Расселлом Раусом, за которого вышла замуж (по разным источникам) в 1953 или в 1957 году. В 1958 году у пары родился сын Кристофер, а в 1961 году родился сын Стивен. Кристофер Раус стал впоследствии известным голливудским киномонтажёром, в этом качестве он дважды номинировался на «Оскар» за фильмы «Потерянный рейс» (2006) и «Капитан Филлипс» (2013), и удостоился «Оскара» за монтаж фильма «Ультиматум Борна» (2007).
Расселл Раус умер 2 октября 1987 года в возрасте 73 лет, после чего Майклз Майклз переехала в Феникс, Аризона, где прожила в одиночестве более 20 лет.

## Смерть
Беверли Майклз умерла 9 июня 2007 года в Фениксе, Аризона, от инфаркта в возрасте 78 лет.

## Фильмография
| Год  |   | Русское название            | Оригинальное название     | Роль                                              |
| ---- | - | --------------------------- | ------------------------- | ------------------------------------------------- |
| 1949 | ф | Ист-Сайд, Вест-Сайд         | East Side, West Side      | Филис Бэкетт                                      |
| 1950 | ф | Три маленьких слова         | Three Little Words        | женщина на борту (в титрах не указана)            |
| 1951 | ф | Соблазнение                 | Pickup                    | Бетти Хорак                                       |
| 1951 | ф | Девушка на мосту            | The Girl on the Bridge    | Клара                                             |
| 1952 | ф | Спасти брак                 | The Marrying Kind         | блондинка на обложке «Лайф» (в титрах не указана) |
| 1952 | ф | Все средства хороши         | No Holds Barred           | блондинка на вечеринке (в титрах не указана)      |
| 1953 | ф | Порочная женщина            | Wicked Woman              | Билли Нэш                                         |
| 1955 | ф | Побег                       | Crashout                  | Эллис Мошер                                       |
| 1955 | ф | Преданные женщины           | Betrayed Women            | Хани Блейк                                        |
| 1955 | с | Приключения Сокола          | Adventures of the Falcon  | Джун Деннисон (1 эпизод)                          |
| 1956 | ф | Блондинка как наживка       | Blonde Bait               | Анджела Бут                                       |
| 1956 | ф | Женщины без мужчин          | Women Without Men         | Энджи Бут                                         |
| 1956 | с | Шайенн                      | Cheyenne                  | Шила Бембро (1 эпизод)                            |
| 1956 | с | Альфред Хичкок представляет | Alfred Hitchcock Presents | Голди Бембро (1 эпизод)                           |